# 平川神明社
平川神明社（ひらかわしんめいしゃ）は、愛知県豊橋市にある神社（神明社）である。神紋は「三本杉」。

## 祭神
- 天照大御神[1]
- 水波能売神[2]

## 由緒
創立年代は明らかでないが、社伝によれば寛文年間(1661年〜1672年)、吉田藩主・小笠原長矩の時代、平川新田を開発した住民が御園町の東田神明宮より天照大御神を勧請し氏神と崇めた。元禄14年(1701年)宝殿再建の棟札が残っており、寛政9年(1797年)、慶應4年(1868年)6月、昭和26年の数度にわたり造営修補が行われ、昭和54年本殿、拝殿並びに社務所を新築し、昭和55年8月神明社を平川神明社と改称した。また明治初年、社格制定に際し村社に列せられた。
大正元年11月5日、字屋敷田に鎮座する水神社祭神の水波能売神を合祀し奉る。この社は寛政9年2月、付近の田園に対する灌漑を兼ね、吉田城防備のための水源として築造された水神池近くに奉斎され、池の名は当社に由来する。

## 境内社
- 津島神社 - 素盞嗚尊
  - 創立年代は不詳であるが、初め三宝荒神と称え、旧説により牛頭天王の八王子中の豹尾神を祀っていたが、明治初年に素盞嗚尊に改め、後年に津島神社と改称した。
- 水神社 - 水波能売命
- 稲荷神社 - 宇賀魂命
- 秋葉神社 - 迦具土命
- 英霊社 - 国事殉難者

## 例祭
例祭は10月第2日曜日に斎行される。前日の宵祭では手筒花火の放揚が奉納される。

## 御神木
- スダジイ[4]
  - 幹回り 423cm
  - 樹高 19.5m
  - 推定樹齢 300年以上
  - 「とよはしの巨木・名木100選」の一つ

## 交通
- 豊橋鉄道東田本線 運動公園前停留場 徒歩10分